# Шенкон
Шенкон (нем. Schenkon) — коммуна в Швейцарии, в кантоне Люцерн.
Входит в состав избирательного округа Зурзе (до 2012 года входила в состав управленческого округа Зурзе).
Население составляет 2488 человек (на 31 декабря 2006 года). Официальный код — 1099.
1 января 2015 года в состав коммуны Шенкон была передана деревня Танн из коммуны Беромюнстер.